# Helcostizus fuscipalpis
Helcostizus fuscipalpis là một loài tò vò trong họ Ichneumonidae.